# Querkraft Architekten
querkraft architektenは1998年にオーストリアのウィーンで設立された建築事務所である。巧みな建築を設計するのは注目されている。ドバイ国際博覧会でオーストリア館を設計したため、「都市デザイン＆建築デザイン賞 2022」の金賞を受賞した。

## 作品

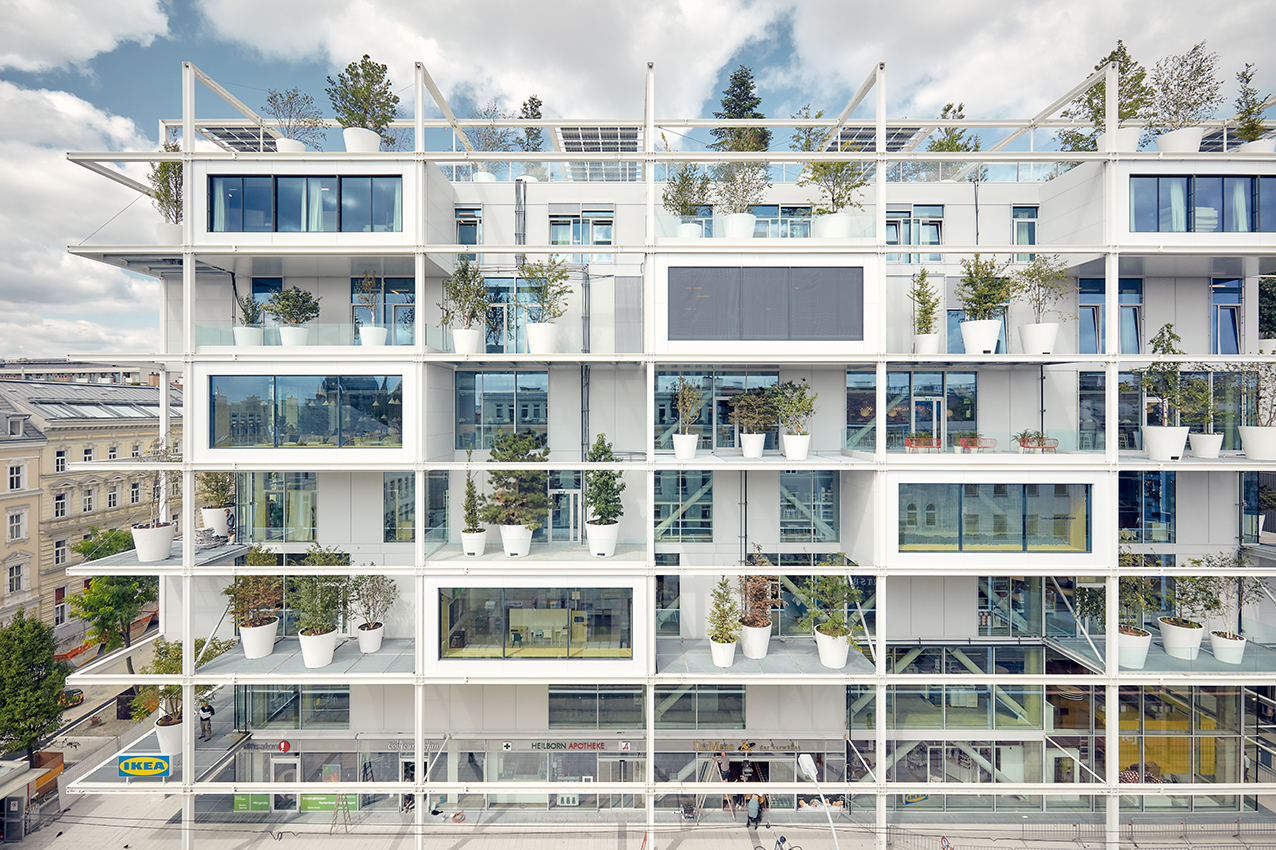
160本の木が植えられたイケア
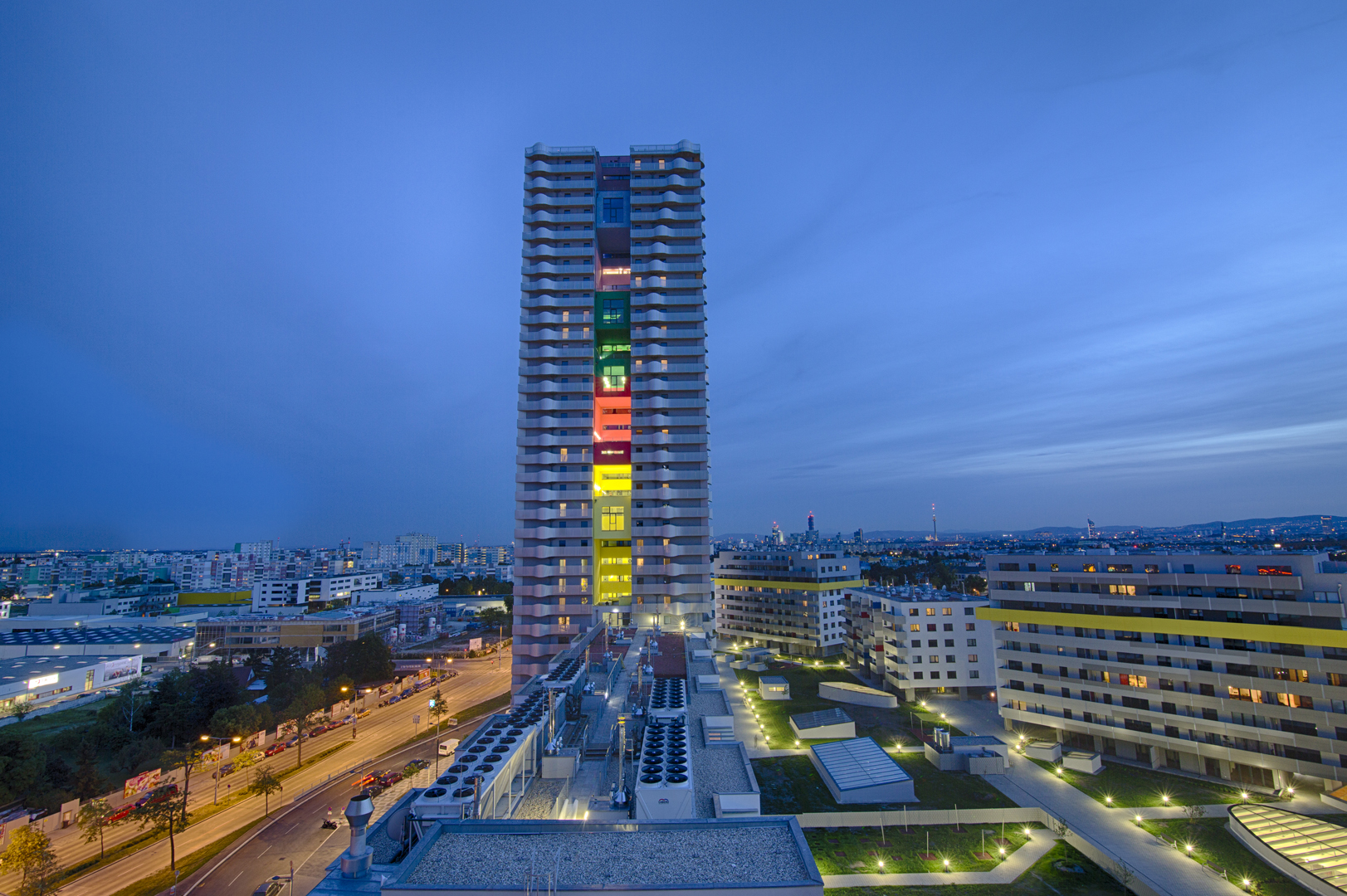
シティゲートタワーでは、すべての居住者に異なる色の共用部屋を提供している。
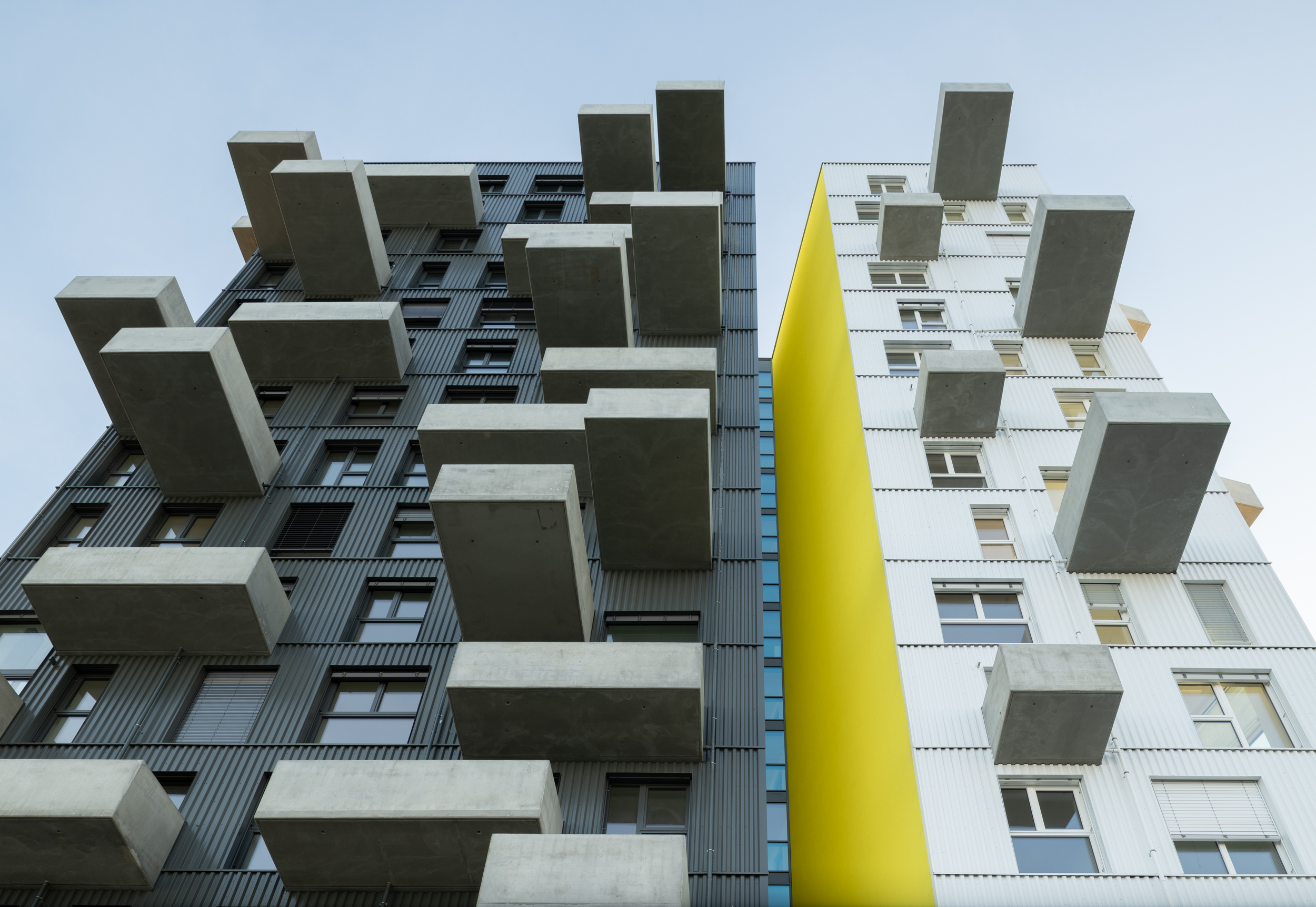
湖の見える集合住宅
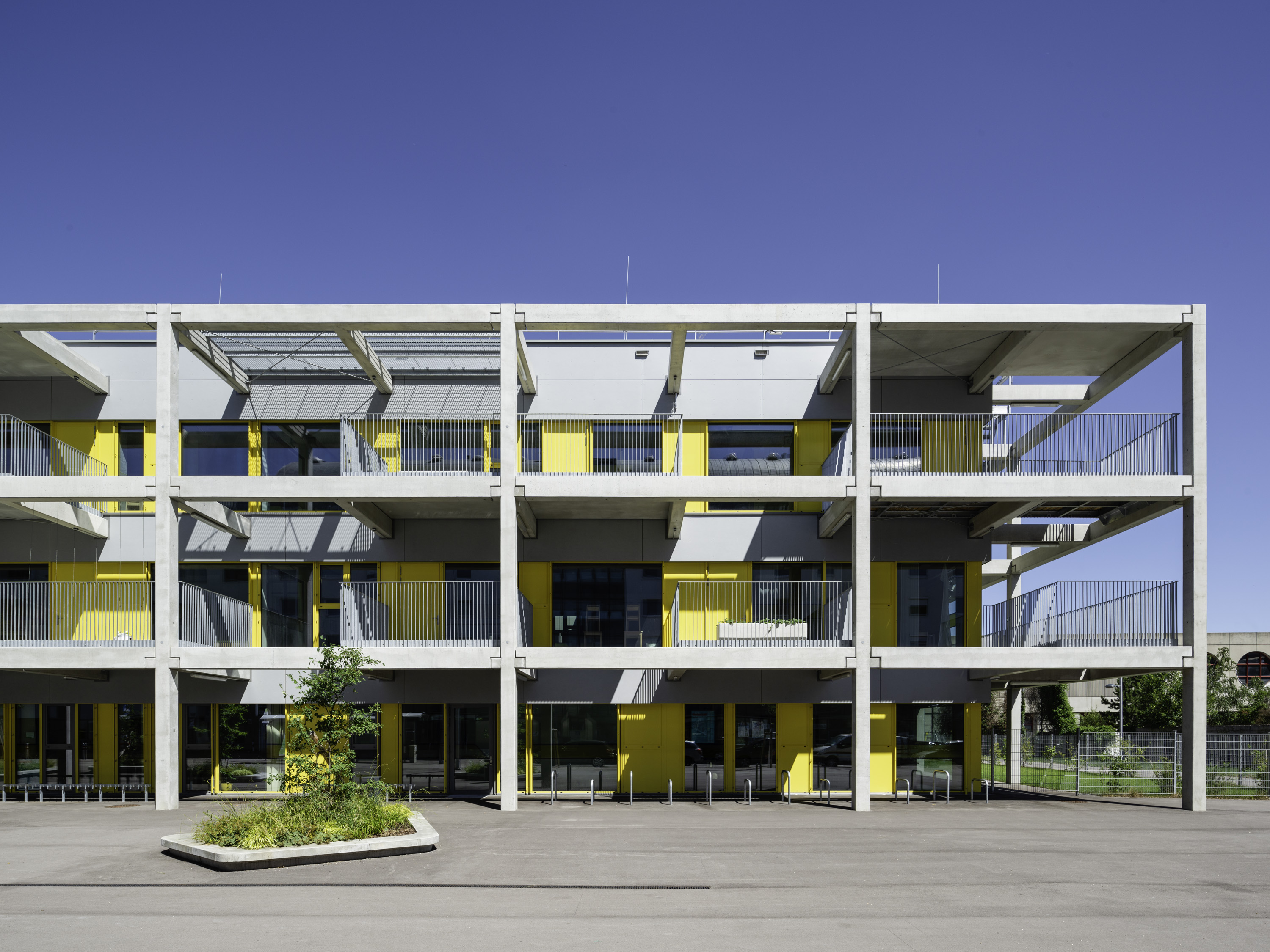
小学校
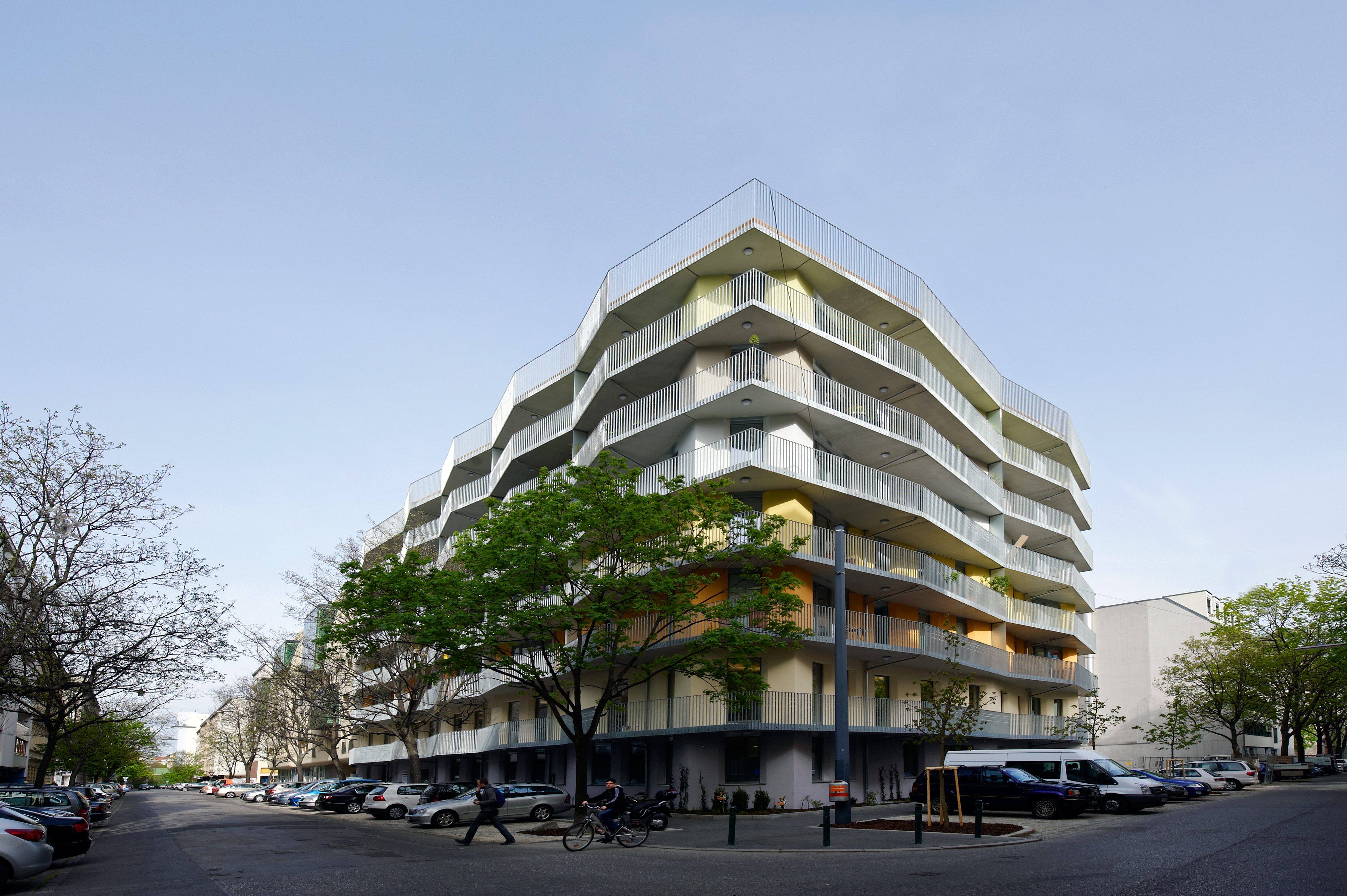
集合住宅